# HD 43429
HD 43429，又名BD-18 1352，SAO 151274、HR 2243，是一颗恒星，视星等为5.99，位于銀經225.81，銀緯-16.09，其B1900.0坐标为赤經6h 10m 54.6s，赤緯-18° -16.09′ 37″。